# Planaphrodes laeva
Planaphrodes laeva är en insektsart som först beskrevs av Claudius Rey 1891.  Planaphrodes laeva ingår i släktet Planaphrodes, och familjen dvärgstritar. Arten är reproducerande i Sverige.